# Carex texensis
Carex texensis là một loài thực vật có hoa trong họ Cói. Loài này được (Torr. ex L.H.Bailey) L.H.Bailey mô tả khoa học đầu tiên năm 1894.